# Мартель, Тьерри де
Тьерри́ де Марте́ль (фр. Thierry de Martel; 7 марта 1875, Максевиль, Мёрт и Мозель — 14 июня 1940, XVI округ Парижа, Сена) — французский хирург, основатель французской нейрохирургии, создатель электротрепана. Покончил жизнь самоубийством при взятии немецкими войсками Парижа.

## Биография
Родился в 1875 году в Максевилле близ Нанси. Отец был кадровым офицером, происходившим из аристократического рода в Нормандии. Мать была знаменитой писательницей и журналисткой, публиковавшейся под псевдонимом Жип (Gyp). Её публикации характеризовались ненавситью к республиканскому строю Франции, демократии и антисемитизмом. Среди её родственником были графиня и маркиз де Мирабо. Прежде чем поступить на медицинский факультет, де Мартель окончил политехническую школу и собирался стать инженером. По окончании медицинского факультета работал вначале под руководством известного невролога Жозефа Бабинского. По совету Бабинского де Мартель учился технике мозговых операций у Виктора Горслея. В течение почти целого года он каждую неделю пересекал Ла-Манш: покидая Париж в понедельник вечером, де Мартель появлялся в Лондоне во вторник утром, ассистировал Горслею в неврологической больнице на Queens Square, а в среду возвращался в Париж.
Во время Первой мировой войны работал военным врачом. За свои заслуги был удостоен ордена Почётного легиона.
Вначале работал в больнице Сальпетриер, где провёл свои первые нейрохирургические операции в клинике акушерства и гинекологии своего друга. Впоследствии оперировал в клинике госпиталя в Neuilly возле Парижа.
В день вступления немецких войск в Париж 14 июня 1940 года сделал себе смертельную инъекцию стрихнина.

## Вклад в нейрохирургию
Техническое образование де Мартеля позволило ему усовершенствовать хирургический инструментарий. Он изобрёл гемостатические клипсы, самоудерживающийся мозговой ретрактор, хирургическое кресло. Главным его изобретением был автоматический электрический трепан. Обычные трепаны часто проваливались в полость черепа, повреждая мозг и становясь причиной послеоперационных осложнений. Трепан де Мартеля был рассчитан на быструю трепанацию без осложнений. Как только фреза достигала внутренней костной пластинки, она автоматически останавливалась и не повреждала твёрдую мозговую оболочку.
Опыт, полученный в клинике Виктора Горслея, позволил де Мартелю начать проводить одни из первых во Франции нейрохирургические операции. Согласно статистике его работы, в 1913 году за 18 месяцев отделении в Сальпетриере (Париж) было сделано 30 хирургических вмешательств на головном и спинном мозге: 11 декомпрессивных трепанаций, 3 случая удаления мозговых опухолей и т. д. Из 29 оперированных выжило 20.
После Первой мировой войны опубликовал в 1918 году книгу «Les blessures du crane et du cerveau: formes cliniques, traitement medico-chirurgical» (Травмы черепа и мозга: клинические формы, медицинское и хирургическое лечение"), в которой подытоживал свой опыт (около 5 тысяч случаев черепно-мозговой травмы). Вскоре появилось её английское издание. Там подчёркивалось, что в военно-полевых условиях не следует торопиться с операциями при черепно-мозговой травме, которые должны выполняться в специальных госпиталях.
В 1913 году де Мартель познакомился с Кушингом на неврологическом конгрессе в Лондоне. После Первой мировой войны де Мартель пять раз пересекал Атлантический океан, чтобы побывать в его клинике. Вместе с Денекером в 1924 году он опубликовал французский перевод книги Кушинга «Опухоли слухового нерва». Как писал де Мартель:
Я нахожу наблюдения Кушинга замечательными благодаря своей простоте и точной локализации. Мне казалось, что эта книга будет встречена с энтузиазмом. Я ошибся. Французские неврологи, которые тщательно разрабатывали неврологическую семиотику, посчитали, что американский нейрохирург недостаточно подробно исследовал своих больных, и что его наблюдения являются неполными. С неврологической точки зрения это может быть и так, но с точки зрения хирургической это является заблуждением. Нейрохирург — это не невролог и хирург. Это — хирург нервной системы (…). Нейрохирург ценит неврологию только в том случае, если она полезна. Неврологические симптомы, позволяющие локализовать процесс, немногочисленны, и только они используются нейрохирургами во время осмотров, которые всегда очень просты и кажутся неврологам схематичными.
Во время очередного визита к Кушингу в 1927 году Мартель уговорил своего ученика и друга-невролога Кловиса Венсана отправиться вместе с ним, что впоследствии стало причиной их ссоры.
Помимо электротрепана, местная анестезия и сидячее положение больного при операциях на головном мозге (с целью уменьшения кровопотери) являются наиболее известными достижениями де Мартеля в области нейрохирургии. Он впервые во Франции пересёк чувствительную ветвь тройничного нерва при тригеминальной невралгии.

## Цитата
- Хирург оценивается не только по тем операциям, которые он сделал, но и по тем, от которых он сумел воздержаться[4].

## Память
- Именем Тьерри де Мартеля назван бульвар в Париже[5].